# Vaccin antivaricelă
Vaccinul anti-varicelă, cunoscut și sub denumirea populară de vărsat de vânt previne 95% dintre cazurile moderate de boală și 100% dintre cazurile grave. Două doze de vaccin sunt mai eficiente decât una. Dacă este administrat persoanelor care nu sunt imune în termen de cinci zile de la expunerea la varicelă, acesta previne majoritatea cazurilor de boală. Vaccinarea unei părți însemnate a populației ajută și la protejarea celor care nu sunt vaccinați. Acesta se administrează prin injecție
subcutanată.
Organizația Mondială a Sănătății recomandă vaccinarea de rutină⁠(d) doar în țările care pot asigura vaccina a peste 80% din populație. Dacă se vaccinează doar un procent de 20 și până la 80% din populație, este posibil ca mai mulți oameni să se îmbolnăvească la o vârstă mai
înaintată și ca rezultatele generale să se înrăutățească. Se recomandă administrarea a una sau două doze. În Statele Unite ale Americii se recomandă administrarea a două doze, începând cu primele 12-15 luni de viață. Începând cu anul 2012, majoritatea țărilor europene recomandă administrarea vaccinului fie copiilor, fie persoanelor expuse la un risc ridicat de contactare a bolii, însă nu toate țările oferă acest vaccin din cauza costului său.
Vaccinul este foarte sigur. Efectele secundare minore includ durere în zona injecției, febră și iritații. Efectele secundare grave sunt rare și apar în special la persoanele cu imunitatea scăzută⁠(d). Utilizarea acestuia la persoanele cu HIV/SIDA trebuie efectuată cu grijă. Acesta nu este recomandat în timpul sarcinii. Cu toate acestea, de puținele ori când a fost administrat în timpul sarcinii nu au fost înregistrate probleme. Vaccinul este disponibil separat sau împreună cu vaccinul MMR⁠(d). Acesta este elaborat dintr-o tulpină slăbită a virusului⁠(d).
Vaccinul împotriva varicelei a fost comercializat pentru prima oară în anul 1984. Acesta se află pe lista medicamentelor esențiale a Organizației Mondiale a Sănătății a celor mai importante medicamente necesare într-un sistem de sănătate de bază.